# Amphiareus constrictus
Amphiareus constrictus is een wants uit de familie van de bloemwantsen (Anthocoridae). De soort werd het eerst wetenschappelijk beschreven door Carl Stål in 1860.

## Uiterlijk
De grotendeels geelbruine bloemwants heeft volledige vleugels (macropteer) en kan 2 tot 3 mm lang worden. De kop, het halsschild en het scutellum zijn geelbruin. Het gebied rond het scutellum en het bovenste stuk van het middendeel van de verharde voorvleugels zijn geel. Het uiteinde van het hoornachtige gedeelte van de voorvleugels, de cuneus, is donker. Het doorzichtige deel van de voorvleugels is licht en bruin aan het begin. De pootjes zijn geheel geelbruin. Van de gele antennes is het tweede segment aan het uiteinde donkerder en de laatste twee segmenten zijn bruin en dun. Amphiareus constrictus lijkt op Amphiareus obscuriceps, die heeft echter een donkerbruine tot bruingrijze kop.

## Leefwijze
Over de levenswijze van de soort is niet veel bekend, ze houden van warmte gebieden waar ze jagen op kleine insecten, zoals stofluizen.

## Leefgebied
De soort is voor het eerst in 2007 in Nederland waargenomen en is hier zeer zeldzaam. De soort komt oorspronkelijk uit Zuidoost-Azië. Het verspreidingsgebied strekt zich uit van Noord-Afrika, Oost-Azië en Oceanië, Australië, tropisch Afrika Midden- en Zuid-Amerika en Florida.